# Caprolagus hispidus
Il coniglio ispido (Caprolagus hispidus Pearson, 1839) è un mammifero lagomorfo della famiglia dei Leporidi, con peso di 2,5 kg e lunghezza di 48 cm viene considerato di media grandezza.

## Distribuzione e habitat

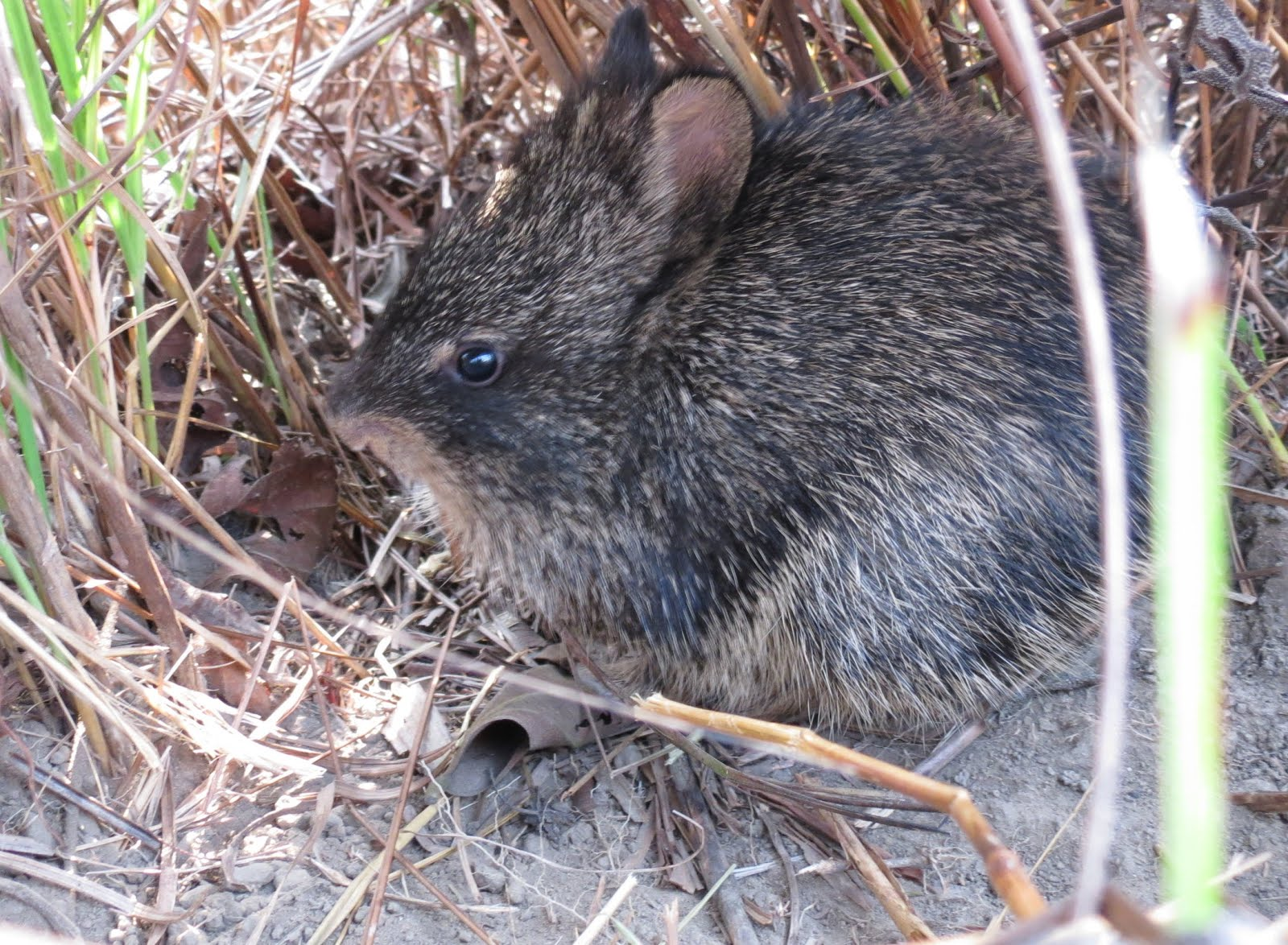
Coniglio ispido del Distretto di Chitwan

Diffuso nell'Assam, nel Bangladesh occidentale, le province superiori del Kheri settentrionale e il Bihar, in India. Il suo habitat naturale prevede pianure e vallate. Anche se nel XX secolo si sono registrati numerosi avvistamenti, dal 1958 si teme per l'estinzione della specie. Negli anni '60 si soapettava che fosse estinta, ma ne venne avvistata una nel 1971, e da allora si iniziò il programma di riproduzione in cattività.
L'habitat di questi leporidi si è ormai ridotto a meno di 500 km quadrati, frammentati in un'area inferiore ai 20.000 km quadrati.